# 山鹿市立平小城小学校
山鹿市立平小城小学校（やまがしりつ ひらおぎしょうがっこう）は、熊本県山鹿市平山にあった小学校。2023年（令和5年度）に山鹿市立山鹿小学校に編入された。

## 沿革
- 1873年 - 平山校、城南校創設。
- 1875年 - 本村大字鶴山に移転。第十三番学区城小学校と称する
- 1883年 - 杉小学校を本校から分離。
- 1888年 - 城尋常小学校と称する。平山学校を支校とする。
- 1891年 - 平山学校を分離し本校を城尋常小学校と称する。
- 1901年 - 杉分教場廃止。
- 1904年 - 城尋常高等小学校と改称。
- 1908年 - 城尋常小学校と改称。
- 1916年 - 平山校を平山尋常高等小学校と改称。
- 1925年 - 合併し平小城尋常高等小学校となる。
- 1927年 - 双板分教場新築。
- 1941年 - 平小城国民学校と改称。
- 1945年 - 双板分教場廃止。
- 1947年 - 平小城村立平小城小学校と改称。
- 1954年 - 山鹿市立平小城小学校と改称。
- 2023年
  - 2月12日 - 平小城小学校閉校記念式典を開催[2][3]。
  - 3月31日 - 山鹿市立三岳小学校とともに山鹿市立山鹿小学校に統合。